# Граменц, Том
Том Граменц (нем. Tom Gramenz; род. 6 мая 1992, Висбаден) — немецкий актёр.

## Карьера
Том впервые попробовал себя в качестве актёра в пятом классе в школьной постановке «Стёпки-растрёпки», говорит, что смутно помнит тот ранний опыт. Благодаря поддержке своего учителя — Ульриха Кирана — с возрастом все сильнее проникался актёрской деятельностью и в старших классах уже играл в государственном театре Висбадена.
Широкой публике известен участием в художественном фильме «Der Fall Jakob von Metzler», нескольких эпизодах телесериала «СОКО Кёльн» и «Тайна Армана». Также он отметился в ряде других телевизионных и театральных постановок в качестве второстепенных и главных персонажей.
В 2012 году исполнил ведущую роль в картине «Город Прора», получившей хорошие отзывы и собравшей несколько наград на Нью-Йоркском фестивале короткометражных фильмов.
В 2018 году снялся в полнометражном фильме «Молчащий класс» («Тихая революция»).

## Личная жизнь
Том родился и вырос в Висбадене. Хорошо знает английский, на базовом уровне владеет французским. Курил в течение десяти лет. Занимается танцами и спортом: футболом, скалолазанием, скейтбордингом. С 2014 года проживал в Берлине (район Симон-Дах-штрассе), ныне переехал в Карлсруэ и работает в Баденском государственном театре. Обучался в Берлинской высшей школе драматического искусства.

## Фильмография
| Год          |     | Русское название                       | Оригинальное название                              | Роль               |
| ------------ | --- | -------------------------------------- | -------------------------------------------------- | ------------------ |
| 2008—2009    | с   | 112: Они спасают твою жизнь            | 112 - Sie retten dein Leben (Эпизод №85)           | Симон Френцель     |
| 2009—2012    | с   | Дом Анубиса                            | Das Haus Anubis (Эпизоды №53-56, 110-112)          | Робби              |
| 2010 — н. в. | с   | Обратный отсчет — охота начинается     | Countdown - Die Jagd beginnt (Эпизод «Blutsbande») | Бен Вёлер          |
| 2011         | кор | —                                      | Beach Boy                                          | Дими               |
| 2006—2013    | с   | Комиссар Штольберг                     | Stolberg (Эпизод «Krieger»)                        | Лукас Тренк        |
| 2005 — н. в. | с   | Прокурор                               | Der Staatsanwalt (Эпизод «Mord am Rhein»)          | Хендрик Зауэр      |
| 2012—2015    | с   | СОКО Кёльн                             | SOKO Köln (В пяти эпизодах)                        | Нильс              |
| 2012         | ф   | —                                      | Klappe Cowboy!                                     | Молодой ковбой     |
| 2012         | кор | Город Прора                            | Prora                                              | Ян                 |
| 2012         | тф  | —                                      | Geliebtes Kind                                     | Роберт             |
| 2012         | ф   | Сломанные горизонты                    | Am Himmel der Tag                                  | Кассирер           |
| 2012         | тф  | —                                      | Der Fall Jakob von Metzler                         | Франц фон Мецлер   |
| 2012         | кор | —                                      | Fuenfsechstel                                      | Давид              |
| 2013         | ф   | Фильм для парней 9: Проблемы молодости | Boys on Film 9: Youth in Trouble                   | Ян («Город Прора») |
| 2013         | тф  | —                                      | Mord in den Dünen                                  | Энно (молодой)     |
| 2014 — н. в. | с   | Хелен Дорн                             | Helen Dorn (Эпизод «Unter Kontrolle»)              | Марк Хаас          |
| 2014         | кор | —                                      | Der Ausflug                                        | Ханнес             |
| 2013 — н. в. | с   | Сердцеед                               | Herzensbrecher (Эпизод «Schlechte Nachrichten»)    | Йонас Ботчке       |
| 2015—2017    | с   | Тайна Армана                           | Armans Geheimnis (В двадцати шести эпизодах)       | Нильс              |
| 2015—2015    | с   | —                                      | Die Kuhflüsterin (В первом эпизоде)                | —                  |
| 1970 — н. в. | с   | Место преступления                     | Tatort (Эпизод «Level X»)                          | Доминик            |
| 2006 — н. в. | с   | Детектив Шпреевальда                   | Spreewaldkrimi (Эпизод «Zwischen Tod und Leben»)   | Кнут Гильштейн     |
| 2018         | ф   | Молчащий класс                         | Das schweigende Klassenzimmer *                    | Курт Вехтер        |
| 2018         | ф   | Моего брата зовут Роберт, и он идиот   | Mein Bruder heißt Robert und ist ein Idiot         | Дискокид           |
| 2018         | тф  | —                                      | Marie Brand und das Verhängnis der Liebe           | Йонас Декер        |
|              | ф   | —                                      | Im Niemandsland                                    | Тоби               |

- Также встречается иной перевод названия фильма «Das schweigende Klassenzimmer» — «Тихая революция»

## Телепередачи
| Год  | Название | Оригинальное название | Эпизод                        |
| ---- | -------- | --------------------- | ----------------------------- |
| 2013 | —        | «Terra X»             | «Deutschland – Wie wir leben» |
| 2014 | —        | «ZDFzeit»             | «Mit Jubel in die Hölle»      |

## Театральная деятельность
| Год  | Название на русском          | Оригинальное название    | Роль           | Место проведения                        |
| ---- | ---------------------------- | ------------------------ | -------------- | --------------------------------------- |
| 2005 | —                            | Wir werden immer größer  | Каспер         | Школа «Helene-Lange-Schule» в Висбадене |
| 2006 | —                            | First Life               | Алекс          | Школа «Helene-Lange-Schule» в Висбадене |
| 2007 | Лето на балконе              | Sommer vorm Balkon       | Макс           | Государственный театр Висбадена         |
| 2011 | Герои!                       | Helden!                  | Безымянный     | Театр Junge Bühne Mainz в Майнце        |
| 2011 | Драхенгассе 13, часть первая | Drachengasse 13 – Vol. 1 | Сандо          | Театр Junge Bühne Mainz в Майнце        |
| 2012 | Пробуждение весны            | Frühlings Erwachen       | Мельхиор Габор | Театр Junge Bühne Mainz в Майнце        |
| 2013 | Драхенгассе 13, часть вторая | Drachengasse 13 – Vol. 2 | Сандо          | Театр Junge Bühne Mainz в Майнце        |